# Mucuna elliptica
Mucuna elliptica là một loài thực vật có hoa trong họ Đậu. Loài này được (Ruiz & Pav.) DC. miêu tả khoa học đầu tiên.